# Селіштя (Римніку-Вилча, Вилча)
Селіштя (рум. Săliștea) — село у повіті Вилча в Румунії. Адміністративно підпорядковане місту Римніку-Вилча.
Село розташоване на відстані 150 км на північний захід від Бухареста, 5 км на схід від Римніку-Вилчі, 101 км на північний схід від Крайови, 108 км на південний захід від Брашова.

## Населення
За даними перепису населення 2002 року у селі проживала 261 особа. Усі жителі села рідною мовою назвали румунську.
Національний склад населення села:
| Національність | Кількість осіб | Відсоток |
| -------------- | -------------- | -------- |
| румуни         | 255            | 97,7%    |
| цигани         | 6              | 2,3%     |